# Me Against the World
Me Against the World is het derde album van de Amerikaanse rapper 2Pac. Het album werd op 14 maart 1995 uitgebracht onder het label Interscope Records. Later gingen de rechten van het album naar Amaru Entertainment, van de moeder van 2Pac. Terwijl 2Pac aan het herstellen was van een schietincident in 1994, begon hij al met het opnemen van dit album. Nadat hij hersteld was maakte hij het album af.

## Tracklist
| #  | Titel                     | Gast(en) | Producer(s)                                                    | Duur |
| -- | ------------------------- | --- | -------------------------------------------------------------- | ---- |
| 1  | "Intro"                   | Dan O'Leary, Debbie Hambrick, Jay Jensen, Jill Rose, Sarah Diamond                                                            | Tony Pizzaro, Jill Rose (co-producer)                          | 1:40 |
| 2  | "If I Die 2Nite"          | | Easy Mo Bee                                                    | 4:01 |
| 3  | "Me Against the World"    | Dramacydal, Puff Johnson | SoulShock & Karlin                                             | 4:40 |
| 4  | "So Many Tears"           | Digital Underground, Stretch, Thug Life                                                                                       | Shock G                                                        | 3:59 |
| 5  | "Temptations"             | | Easy Mo Bee                                                    | 5:00 |
| 6  | "Young Niggaz"            | Killa (achtergrond), Le-Morrious "Funky Drummer" Tyler (achtergrond), Milia (achtergrond), Moe ZMD (achtergrond)              | Le-Morrious "Funky Drummer" Tyler, Moe Z.M.D.                  | 4:53 |
| 7  | "Heavy in the Game"       | Eboni Foster (achtergrond), Lady Levi (achtergrond), Richie Rich                                                              | Mike Mosley, Sam Bostic                                        | 4:23 |
| 8  | "Lord Knows"              | G-Money (achtergrond), Kenyatta (achtergrond), Killa (achtergrond), Kim Armstrong (achtergrond), Natasha Walker (achtergrond) | Brian G, Moe ZMD (co-producer), Tony Pizarro co-producer)      | 4:31 |
| 9  | "Dear Mama"               | Reggie Green (achtergrond), Sweet Franklin (achtergrond)                                                                      | Tony Pizarro, DF Master Tee (co-producer), Moses (co-producer) | 4:40 |
| 10 | "It Ain't Easy"           | | Tony Pizarro                                                   | 4:53 |
| 11 | "Can U Get Away"          | | Mike Mosley                                                    | 5:45 |
| 12 | "Old School"              | | SoulShock, Ezi Cut (co-producer) & Jay B (co-producer)         | 4:40 |
| 13 | "Fuck the World"          | Shock G/Humpty Hump | Shock G                                                        | 4:13 |
| 14 | "Death Around the Corner" | | Johnny "J"                                                     | 4:07 |
| 15 | "Outlaw"                  | Dramacydal, Rah Rah (achtergrond)                                                                                             | Moe Z.M.D.                                                     | 4:32 |

## Singles
- "Dear Mama"
  - Datum: 21 februari 1995
  - B-kant: "Old School"

- "So Many Tears"
  - Datum: 13 juni 1995
  - B-kant: "Hard to imagine", "If I die 2Nite"

- "Temptations"
  - 29 augustus 1995
  - B-kant: Me Against the World